# Exochus flavonotatus
Exochus flavonotatus là một loài tò vò trong họ Ichneumonidae.